# ミランドラ
ミランドラ（伊: Miràndola）は、イタリア共和国エミリア＝ロマーニャ州モデナ県にある、人口約24,000人の基礎自治体（コムーネ）。

## 地理

### 位置・広がり
モデナ県北部に位置する。県都モデナから北東へ約29km、フェラーラから西へ約44km、州都ボローニャから北北西へ約49km、ヴェローナから南へ約61kmの距離にある。

#### 隣接コムーネ
隣接するコムーネは以下の通り。FEはフェラーラ県、MNはマントヴァ県所属。
- ポッジョ・ルスコ (MN) - 北
- セルミデ・エ・フェローニカ (MN) - 北東
- ボンデーノ (FE) - 東
- フィナーレ・エミーリア - 南東
- サン・フェリーチェ・スル・パーナロ - 南
- メドッラ - 南
- カヴェッツォ - 南西
- コンコルディア・スッラ・セッキア - 西
- サン・ポッシドーニオ - 西
- サン・ジョヴァンニ・デル・ドッソ (MN) - 北西

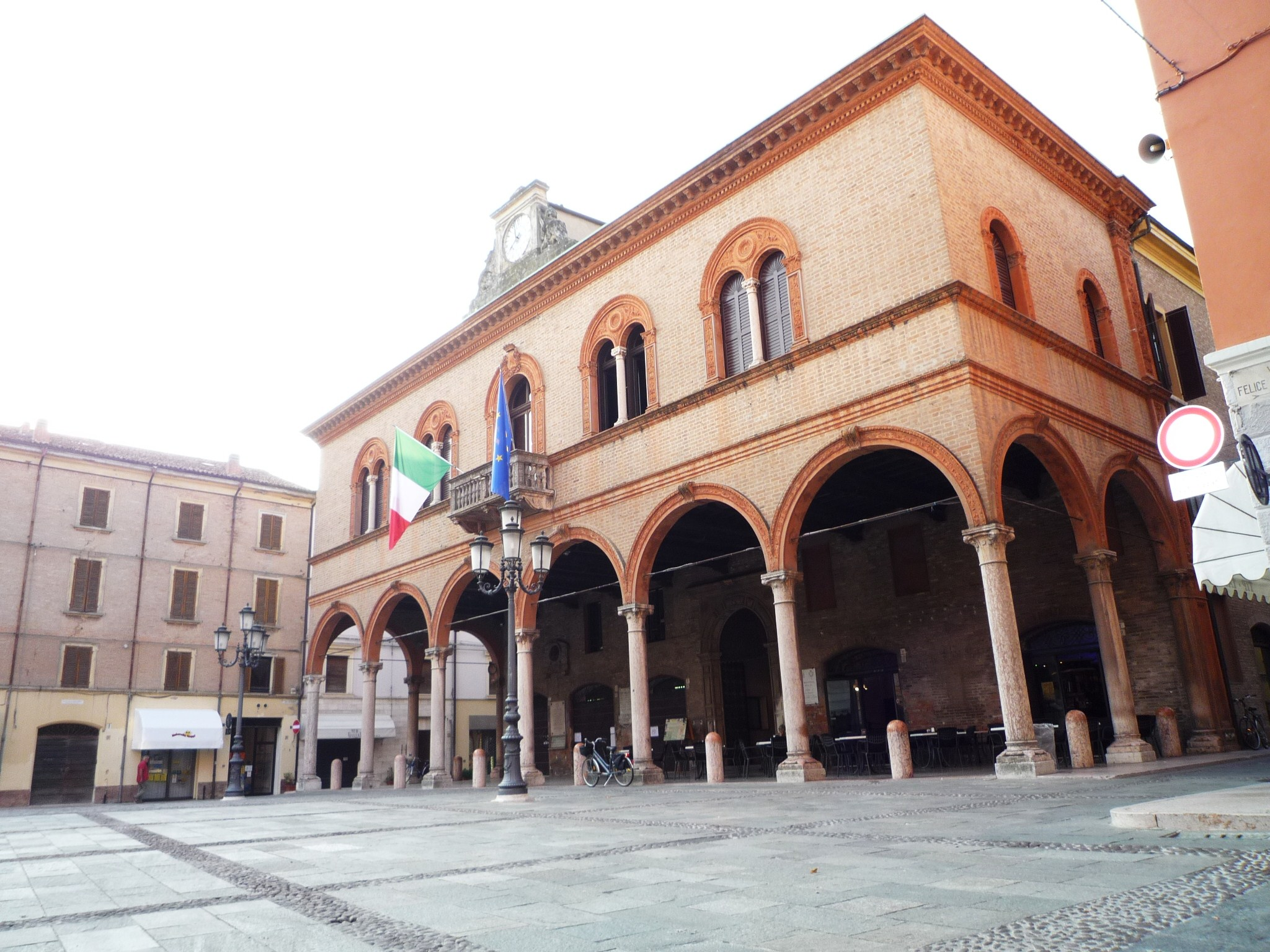
ミランドラ
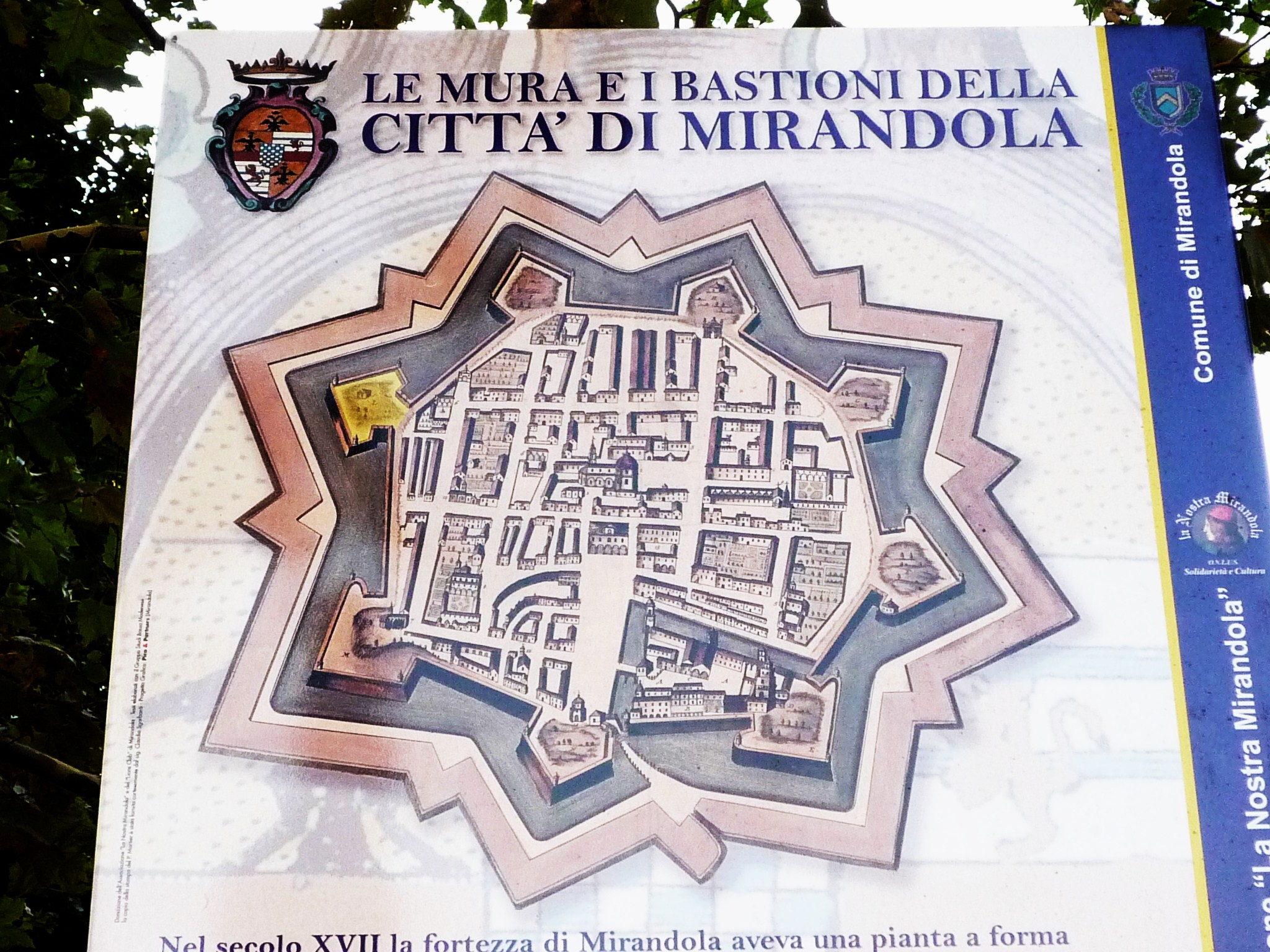
ミランドラ
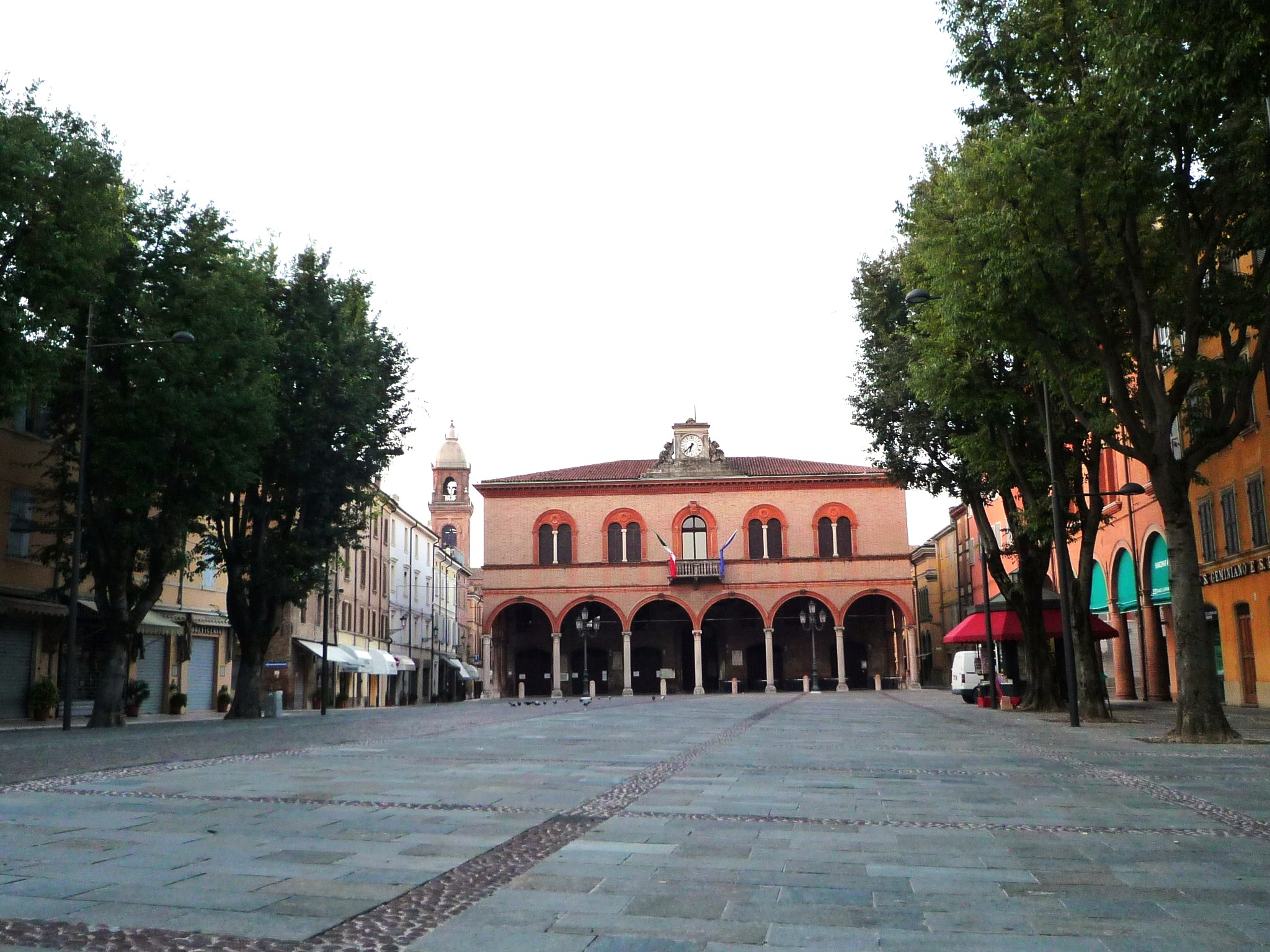
コスティトゥエン広場
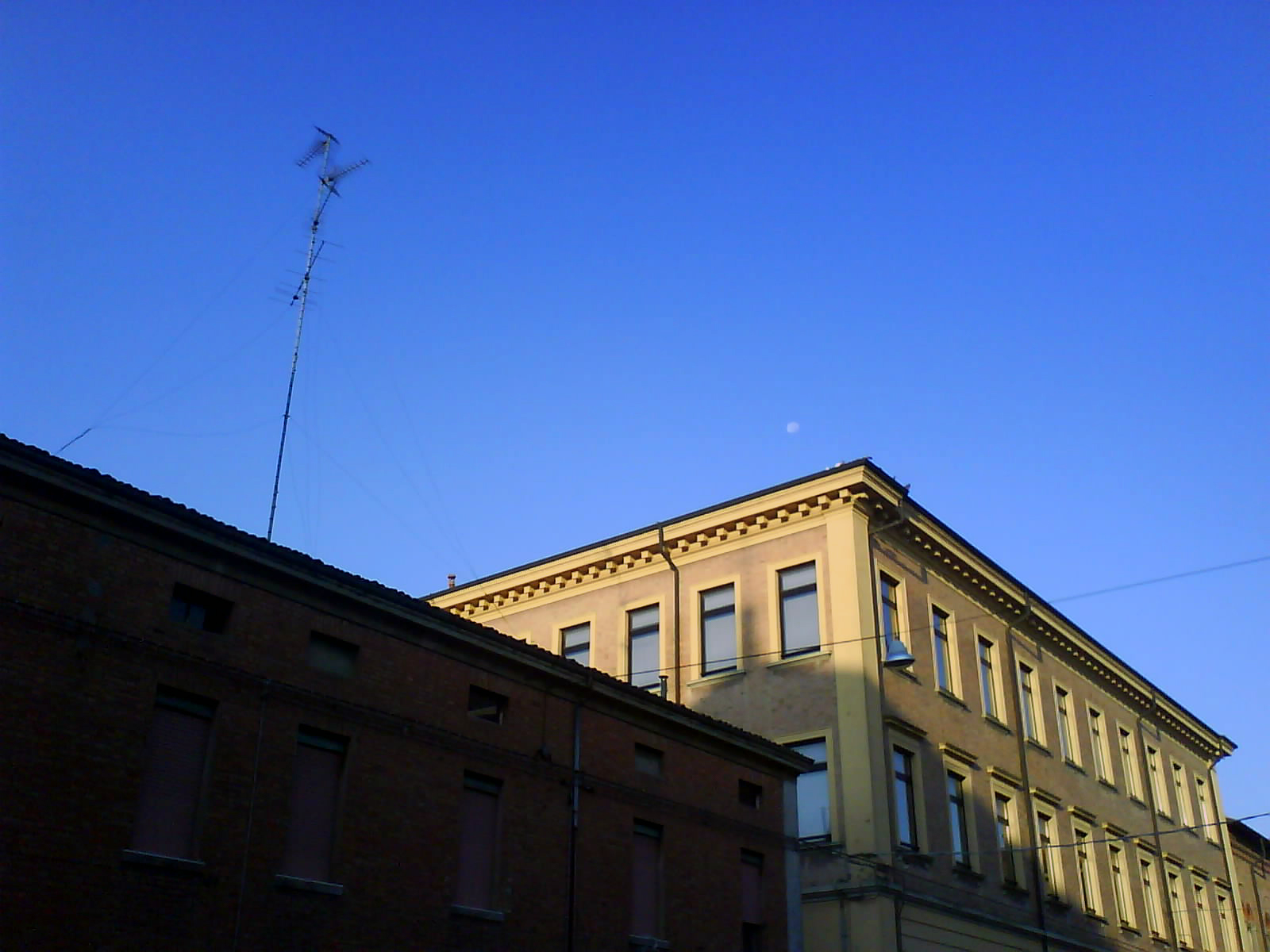
ジュゼッペ・ヴェルディ通り

ミランドラの中心市街は、かつては星形要塞であった。

### 気候分類・地震分類
ミランドラにおけるイタリアの気候分類 (it) および度日は、zona E, 2193 GGである。
また、イタリアの地震リスク階級 (it) では、zona 3 (sismicità bassa) に分類される。

## 行政

### 分離集落
ミランドラには、以下の分離集落（フラツィオーネ）がある。
- Cividale, Crocicchio Zeni Gavello, Tre Gobbi, Mortizzuolo, Quarantoli, San Giacomo Roncole, San Martino Carano, San Martino Spino, Tramuschio

## 歴史
ルネサンス期の城塞都市に起源を持つこの町は、14世紀以来4世紀にわたり、ミランドラ公国 (Duchy of Mirandola) の首都であった。代々この地を治めたピーコ家 (it:Pico (famiglia)) からは、「人間の尊厳」を主張したとされる人文学者ジョヴァンニ・ピーコ・デッラ・ミランドラ（1463年 - 1494年）が出ている。1510年（カンブレー同盟戦争）と1551年の2度、この町は軍隊の包囲を受けている。
2012年5月20日にはモデナ県北部を震源とするイタリア北部地震に見舞われ、被害を受けている。

## 経済・産業

### 医療機器
ミランドラを中心に周囲の幾つかの町（コムーネ）を合せた人口約8万人の地域に、イタリアの医療機器メーカーの約90％が集中する産地が形成されている (it:Distretto biomedicale di Mirandola) 。
1960年代に薬剤師マリオ・ヴェロネージ (it:Mario Veronesi) が輸血循環用の使い捨て用具の生産を始めたのが契機である。1970年代から1980年代にかけて、多様な医療器具を製造する多くの企業がヴェロネージによって設立されたほか、その関係者による独立開業も相次ぎ、ミランドラは医療機器の産業集積地として知られるようになった。1980年代後半から1990年代にかけて、ミランドラの中核企業4社は多国籍企業の傘下に入った。
- Dasco - ガンブロ社（スウェーデン）グループ
- Dar - タイコ社 (Tyco International) （米）グループ
- Bellco - ソリン社 (Sorin Group) （伊）グループ
- Dideco - ソリン社グループ

このほか、ドイツのビー・ブラウン(en:B. Braun Melsungen) 社もミランドラの企業を買収している。

## 交通

### 鉄道
- ミランドラ駅(it:Stazione di Mirandola)

## 文化
豚の挽き肉と香辛料から作られる加工食品であるコテキーノとザンポーネ（コテキーノはそれらを腸詰めにしたもの（サラミソーセージ）、ザンポーネは豚足に詰めたものである）は、モデナ県の名物として知られるが、これらはミランドラが発祥の地とされている。
1511年にミランドラが教皇ユリウス2世の軍勢に包囲された折、保存食として生産されたのがコテキーノとザンポーネのはじまりとされている。「モデナのコテキーノ」 (it:Cotechino Modena) と「モデナのザンポーネ」 (it:Zampone Modena) は、モデナ県が保護指定地域表示（IGP）の対象となっている。

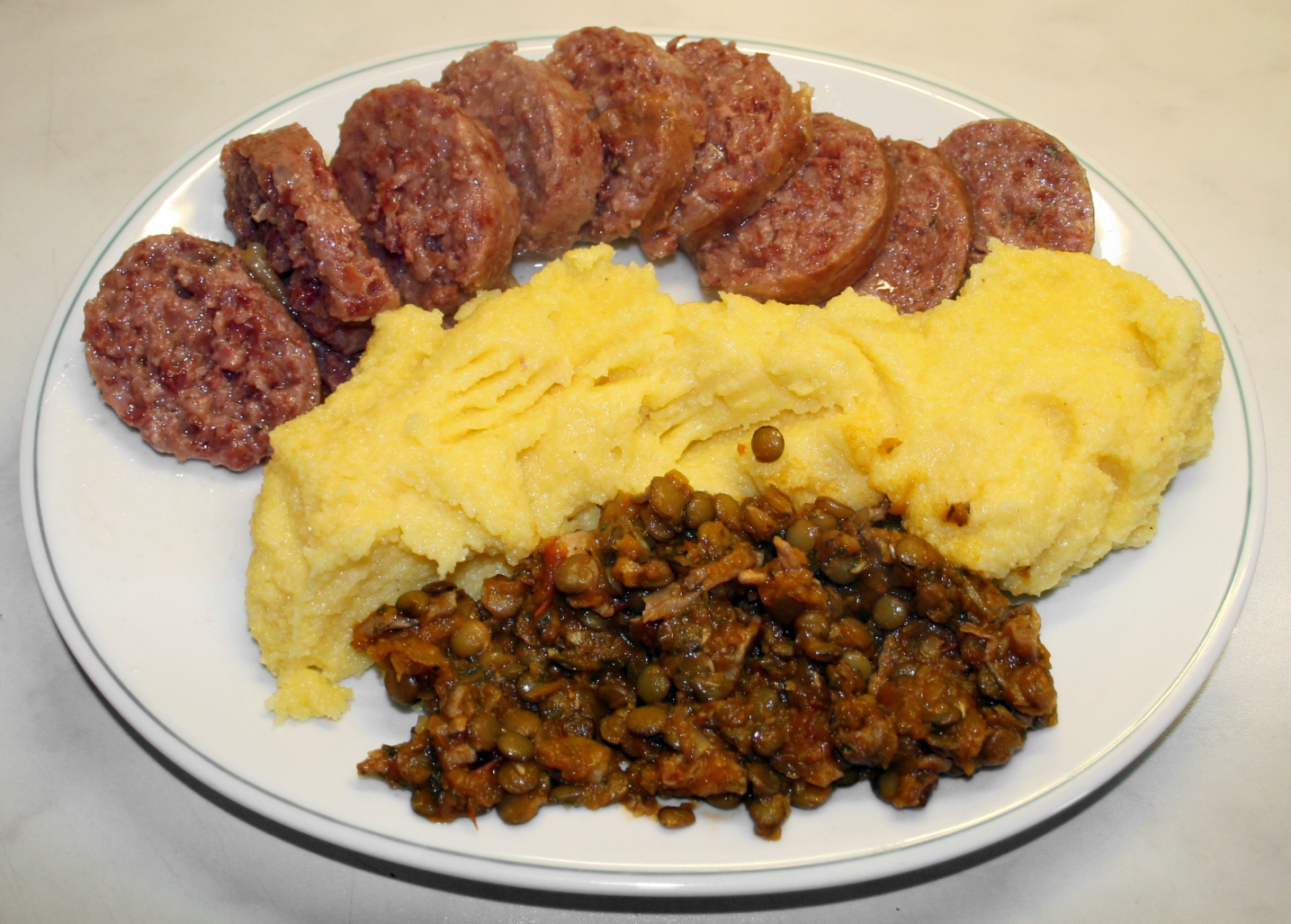
コテキーノ
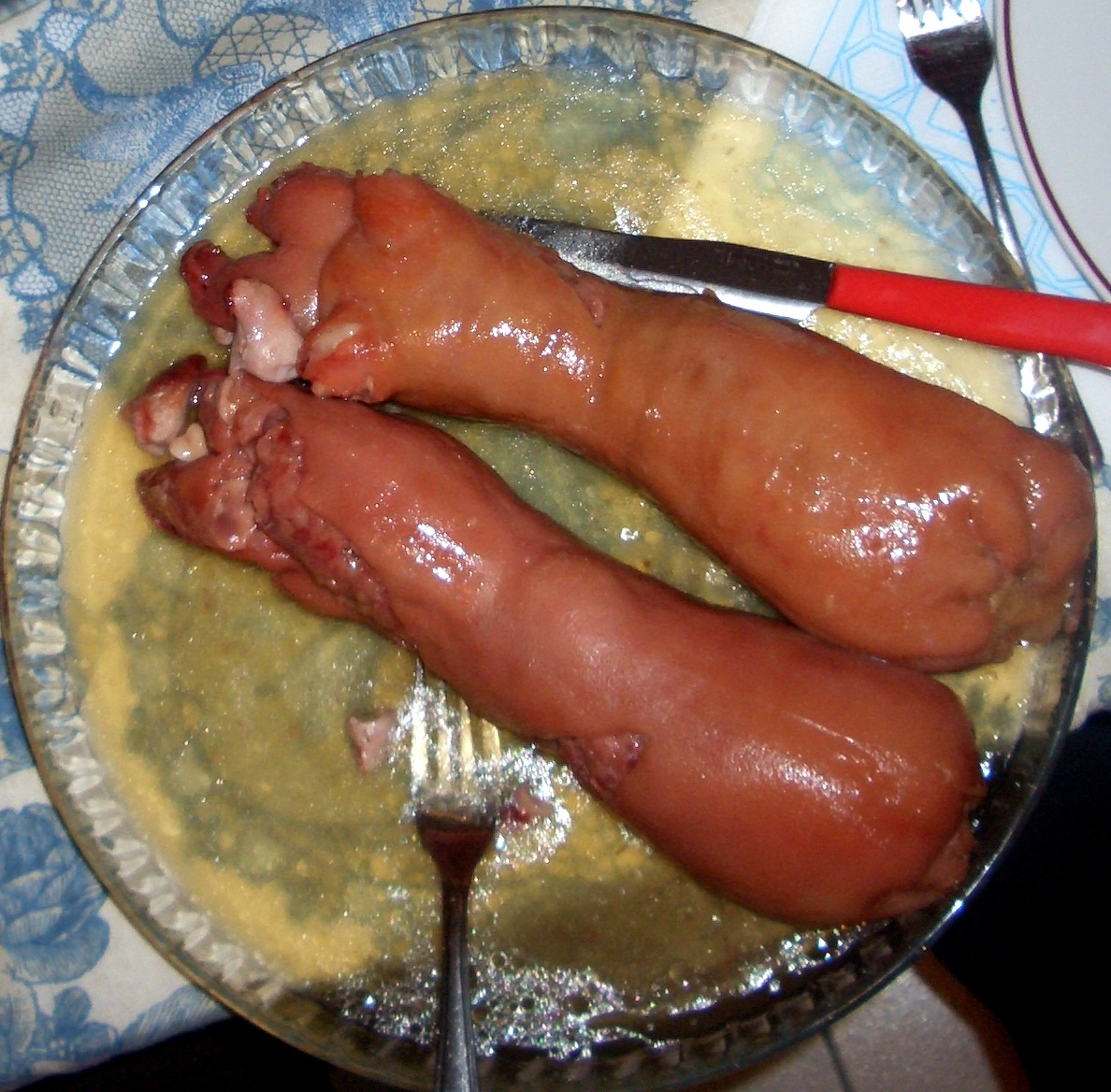
ザンポーネ

## 人物

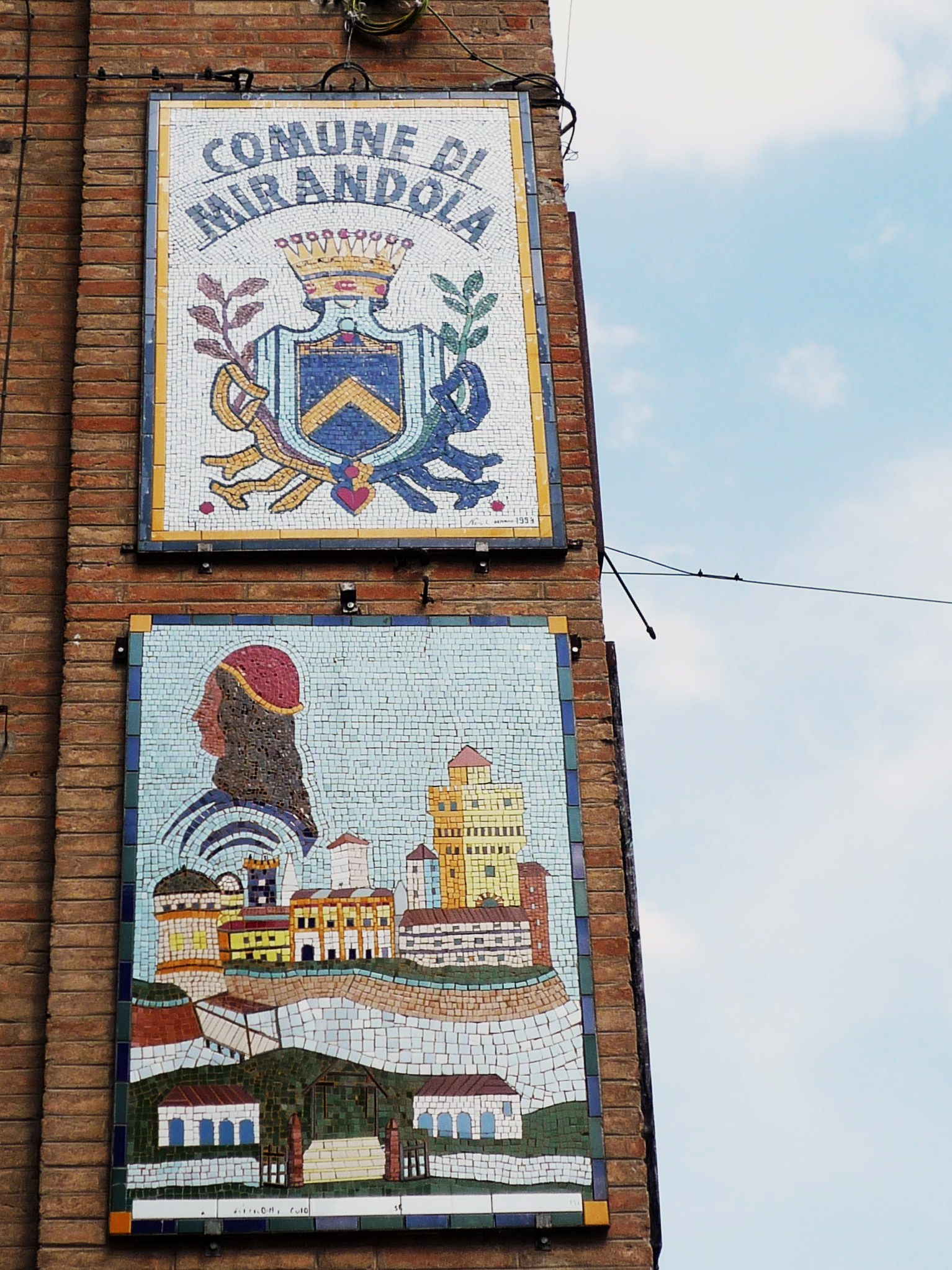
町のシンボルを描いたタイル画。ピコ・デラ・ミランドラの横顔も見える

- ピコ・デラ・ミランドラ
- マリオ・ヴェロネージ(it:Mario Veronesi)
- ニコラ・リッツォーリ（it:Nicola Rizzoli )

## 姉妹都市
- オストフィルダーン（ドイツ語版）、 ドイツ
- ヴィルジュイフ、 フランス

## 参照
- コテキーノとザンポーネ Cotechino e Zampone
- パレルモの優雅な？生活:Cotechino e lenticchie